# Simon Leys
Simon Leys – pseudonim literacki Pierre’a Ryckmansa (ur. 28 września 1935 w Brukseli, zm. 10 sierpnia 2014 w Canberze), belgijskiego sinologa, pisarza i krytyka literackiego.
Pierre Ryckmans studiował prawo na Katolickim Uniwersytecie w Leuven (Louvain), a następnie język, literaturę i sztukę chińską na Tajwanie. W 1970 roku osiedlił się w Australii. Na początku wykładał literaturę chińską w Canberze, a następnie był w latach 1987–1993 profesorem sinologii na Uniwersytecie w Sydney. Jest członkiem Australijskiej Akademii Nauk Humanistycznych i Królewskiej Akademii Literatury Francuskiej (Académie Royale de Littérature Française). Znany jest zwłaszcza jako autor monografii dotyczących chińskiej Rewolucji Kulturalnej, oraz tłumacz literatury chińskiej. Pisze w języku francuskim i angielskim. Jego prace były nagradzane w Australii, Francji i Wielkiej Brytanii. W 2004 roku otrzymał prestiżową nagrodę literacką Prix mondial Cino Del Duca.
Pseudonim „Simon Leys”, który przyjął przed opublikowaniem książki o Mao Zedongu Les habits neufs du président Mao w 1971 roku, pochodzi od tytułowego bohatera powieści Victor Segalena René Leys (Paris, 1921), o młodym Belgu w Pekinie 1911 roku.

## Publikacje
- Les habits neufs du président Mao (Nowe szaty Przewodniczącego Mao) (1971)
- Chinese Shadows (1977)
- Human rights in China (1979)
- La Mort de Napoléon (Śmierć Napoleona) (1986)
- Analects of Confucius (Dialogi konfucjańskie, tłum.) (1997)

## Publikacje w języku polskim
- Orwell, czyli wstręt do polityki (tłum. Iwona Badowska), Państwowy Instytut Wydawniczy 2022, ISBN 978-83-8196-343-5